# Eurycnemus hidakacedea
Eurycnemus hidakacedea är en tvåvingeart som beskrevs av Sasa och Suzuki 2000. Eurycnemus hidakacedea ingår i släktet Eurycnemus och familjen fjädermyggor. Inga underarter finns listade i Catalogue of Life.